# Fidżi na Mistrzostwach Świata w Lekkoatletyce 2009
Fidżi na Mistrzostwach Świata w Lekkoatletyce 2009 reprezentowane było przez 2 zawodników, którzy odpadli w eliminacjach.

## Występy reprezentantów Fidżi

### Mężczyźni
| Konkurencja   | Zawodnik       | Eliminacje | Eliminacje | Ćwierćfinał   | Ćwierćfinał   | Półfinał      | Półfinał      | Finał         | Finał         |
| Konkurencja   | Zawodnik       | Wynik      | Poz.       | Wynik         | Poz.          | Wynik         | Poz.          | Wynik         | Poz.          |
| ------------- | -------------- | ---------- | ---------- | ------------- | ------------- | ------------- | ------------- | ------------- | ------------- |
| Bieg na 200 m | Niko Verekauta | 21,43 SB   | 50.        | Nie awansował | Nie awansował | Nie awansował | Nie awansował | Nie awansował | Nie awansował |

### Kobiety
| Konkurencja   | Zawodniczka       | Eliminacje | Eliminacje | Półfinał       | Półfinał       | Finał          | Finał          |
| Konkurencja   | Zawodniczka       | Wynik      | Poz.       | Wynik          | Poz.           | Wynik          | Poz.           |
| ------------- | ----------------- | ---------- | ---------- | -------------- | -------------- | -------------- | -------------- |
| Bieg na 200 m | Makelesi Batimala | 24,13 SB   | 38.        | Nie awansowała | Nie awansowała | Nie awansowała | Nie awansowała |
| Bieg na 400 m | Makelesi Batimala | 54,65 SB   | 31.        | Nie awansowała | Nie awansowała | Nie awansowała | Nie awansowała |